# Arnold Schönberg Center

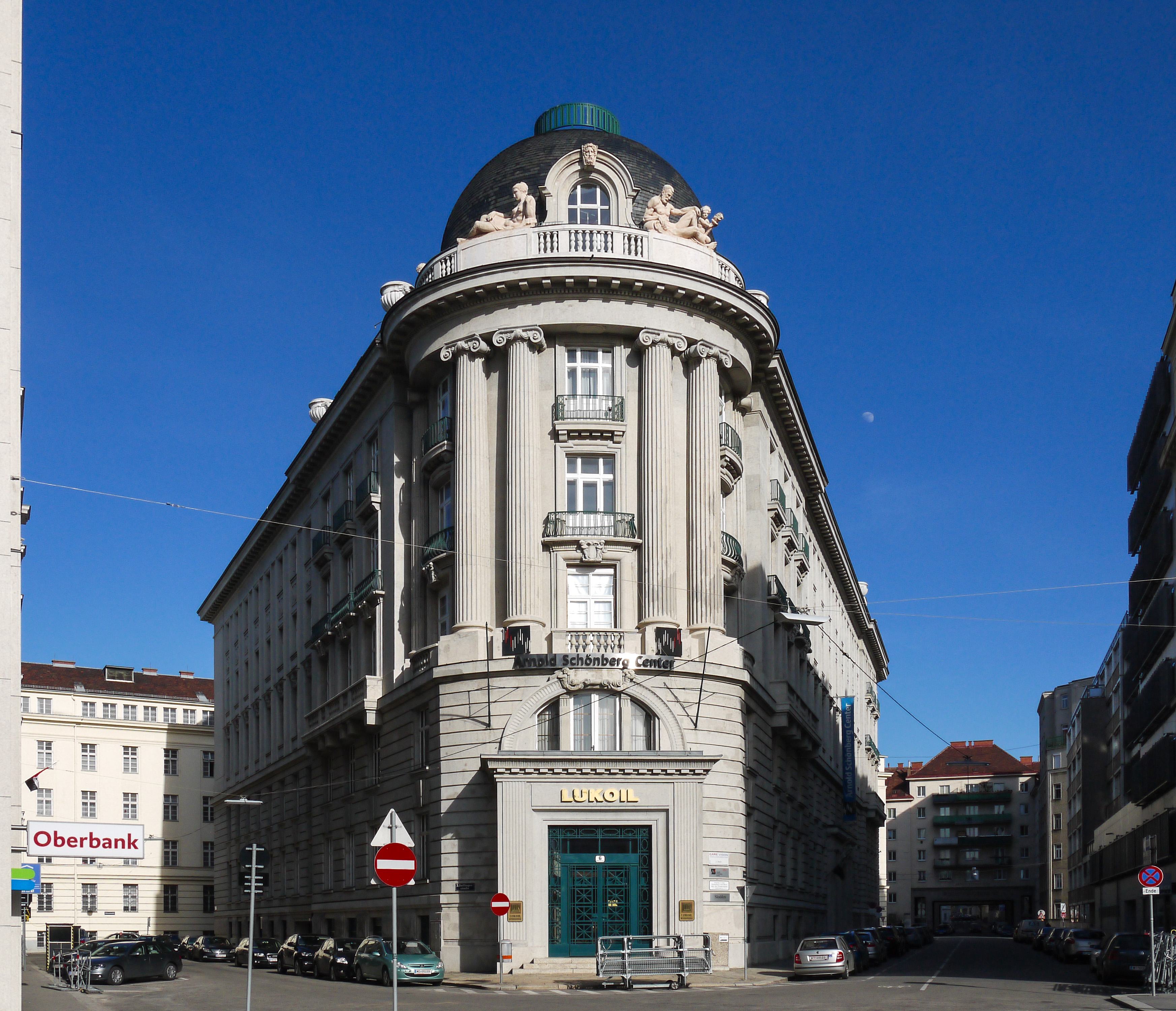
Das Arnold Schönberg Center am Schwarzenbergplatz

Das Arnold Schönberg Center in Wien ist seit 1998 zentraler Bewahrungsort von Arnold Schönbergs Nachlass und ein öffentliches Kulturzentrum. Es befindet sich im Palais Fanto am Schwarzenbergplatz 6 im 3. Wiener Gemeindebezirk Landstraße.
Trägerorganisation des ASC ist die Arnold Schönberg Center Privatstiftung, die gemeinsam von der Stadt Wien und der Internationalen Schönberg-Gesellschaft errichtet wurde.
Der Nachlass von Arnold Schönberg, für den dieses Museum eingerichtet wurde, wurde 2011 zum UNESCO-Weltdokumentenerbe (Memory of the World) erklärt.

## Geschichte
Arnold Schönbergs Nachlass blieb nach seinem Tod im Jahr 1951 im Besitz seiner Familie und wurde bis 1964 von seiner Witwe Gertrud Schönberg verwaltet. In den 1970er Jahren entschlossen sich seine Erben, die Sammlung dem 1973 gegründeten Arnold Schoenberg Institute an der University of Southern California in Los Angeles zur Verfügung zu stellen, wo neben einem Aufführungs- und Ausstellungsraum ein  Archiv errichtet wurde, das bis 1997 öffentlich zugänglich war. Leonard Stein, ein Schönberg-Schüler, leitete das Institute als dessen erster Direktor.
Als die Vorgabe der Schönberg-Erben, Institut und Archiv sollten sich in Forschung und Lehre auf die Person Arnold Schönberg beziehen, in den 1990er Jahren von der University of Southern California nicht mehr erfüllt wurde, kam es 1996 mit den Erben zu einem Rechtsstreit. Um die  Sammlung bemühten sich Städte, Universitäten und Private in New York, Wien, Berlin, Den Haag, Basel, Yale, Stanford, Harvard, Arizona, sowie in Los Angeles das Getty Center und die University of California at Los Angeles. Schließlich wurde Wien als Geburtsstadt Schönbergs sowie als Wiege und Namensgeberin der Zweiten Wiener Schule zum neuen Standort des Nachlasses. Anfang 1997 wurde die Arnold Schönberg Center Privatstiftung von der Stadt Wien und der Internationalen Schönberg-Gesellschaft errichtet. Das Gründungskapital betrug 8 Millionen Schilling, die Stadt Wien und die Republik Österreich sicherten darüber hinaus einen unbefristet geltenden jährlichen Zuschuss für die Aufrechterhaltung des laufenden Betriebs von 10,2 Millionen Schilling (wertgesichert) zu. Der Wert des Archivs belief sich seinerzeit auf geschätzte 700 Millionen Schilling. Zugleich bestellte der Stiftungsvorstand den Kulturmanager Christian Meyer als Gründungsdirektor. Er hatte diese Funktion bis 2015 inne und etablierte das ASC in dieser Zeit gemeinsam mit seinem Team mit vielfältigen Aktivitäten als referenziellen Ort der Begegnung und Auseinandersetzung mit Werk und Wirken Arnold Schönbergs und der Wiener Schule. Seit Juli 2015 wird das Center von der Musikwissenschaftlerin Angelika Möser geleitet.
Der Zweck der Stiftung umfasst die Etablierung des Arnold Schönberg Archives (Nachlasses), seine Erhaltung und Pflege, die Ausbildung der Allgemeinheit im Hinblick auf Schönbergs interdisziplinären künstlerischen Einfluss sowie die Lehre und Verbreitung von Schönbergs Beiträgen zur Musik und seines sonstigen Lebenswerkes. Die Zwecke der Stiftung sollen unter anderem erreicht werden durch die Ermöglichung des Zugangs und der Verfügbarkeit des Schönberg Nachlasses für wissenschaftliche Studien und Forschung, die regelmäßige Organisation von Ausstellungen, Konzerten und anderen Veranstaltungen, die Abhaltung von Symposien und Tagungen sowie die Ausstellung von Gemälden und Zeichnungen Arnold Schönbergs, welche der Stiftung von deren Eigentümern als langfristige Leihgaben zur Verfügung gestellt wurden.
Im Mai 2011 wurde der Nachlass von Arnold Schönberg in das Memory-of-the-World-Register der UNESCO aufgenommen.
Am 12. August 2015 brach in der Dachkuppel des Palais Fanto ein Feuer aus. Durch das Löschwasser wurden die Räumlichkeiten des Arnold Schönberg Centers beschädigt. Die Ausstellungsräume und die Bibliothek mussten zwecks Sanierung vorübergehend geschlossen werden.

## Tätigkeiten
Das Center beherbergt ein Archiv und eine Präsenzbibliothek. Es dient als Veranstaltungsort für Ausstellungen, Konzerte, Vorlesungen, Workshops und Symposia. Schönbergs Arbeitszimmer mit originalem Mobiliar und Arbeitsutensilien ist ganzjährig zugänglich. Das Center publiziert das wissenschaftliche Periodikum „Journal of the Arnold Schönberg Center“. Zum bildnerischen Œuvre Schönbergs wurde ein Catalogue raisonné veröffentlicht. Zudem vergibt das Schönberg Center in Zusammenarbeit mit dem Deutschen Symphonie-Orchester Berlin und dem Deutschlandradio regelmäßig den Arnold-Schönberg-Preis an internationale Komponisten. Weltweit ist das Center als Initiator, Leihgeber und inhaltlicher Partner tätig.
Das Archiv des Schönberg Center ist für Wissenschaftler, Komponisten, Musiker und die allgemeine Öffentlichkeit ganzjährig benutzbar. Die Sammlung umfasst etwa 20.000 Musik- und Textmanuskriptseiten, historische Fotografien, persönliche Dokumente, Tagebücher, Konzertprogramme, Schönbergs Bibliothek, Memorabilia und Instrumente; weiters Kopien und Digitalisate der weltweiten Bestände an Schönbergiana. Auf der Webseite werden Digitalfaksimiles sämtlicher Autographe, Gemälde und Briefe veröffentlicht. Darüber hinaus sind Schönbergs Werke sowie Originaltonaufnahmen als Audiostream verfügbar.

## Schönberg-Haus in Mödling
Im März 1997 brachte die Internationale Schönberg-Gesellschaft Schönbergs Wohnhaus in Mödling bei Wien, Bernhardgasse 6 (1918–1925) in die neu gegründete Arnold Schönberg Center Privatstiftung ein. Schönbergs Wohnung ist der Öffentlichkeit als museale Gedenkstätte und Veranstaltungsort für Konzerte seit September 1999 zugänglich.